# Serrières-en-Chautagne
Serrières-en-Chautagne es una comuna francesa situada en el departamento de Saboya, en la región Auvernia-Ródano-Alpes.

## Demografía
| 566 | 530 | 512 | 580 | 737 | 793 | 906 | 1 106 | 1 212 |
| Para los censos de 1962 a 1999 la población legal corresponde a la población sin duplicidades (Fuente: INSEE [Consultar]) |     |     |     |     |     |     |       |       |